# Tillobroma nahuelbutae
Tillobroma nahuelbutae là một loài ruồi trong họ Asilidae. Tillobroma nahuelbutae được Artigas & Lewis & Parra miêu tả năm 2005. Loài này phân bố ở vùng Tân nhiệt đới.